# Heineken Experience
O Heineken Experience é um museu sobre a cerveja Heineken e sua cervejaria, localizado em Amsterdã, nos Países Baixos.

## História

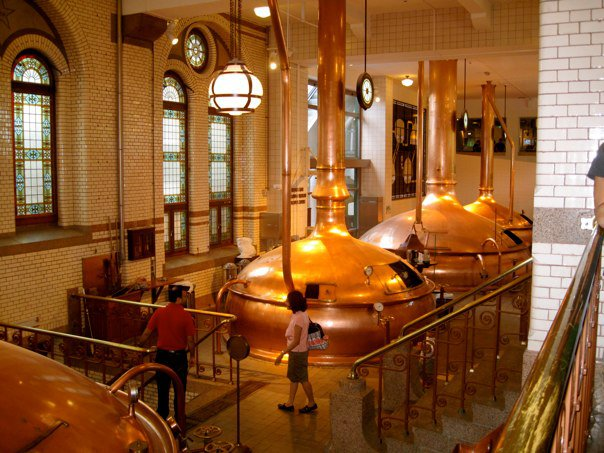
Interior do Heineken Experience em 2010

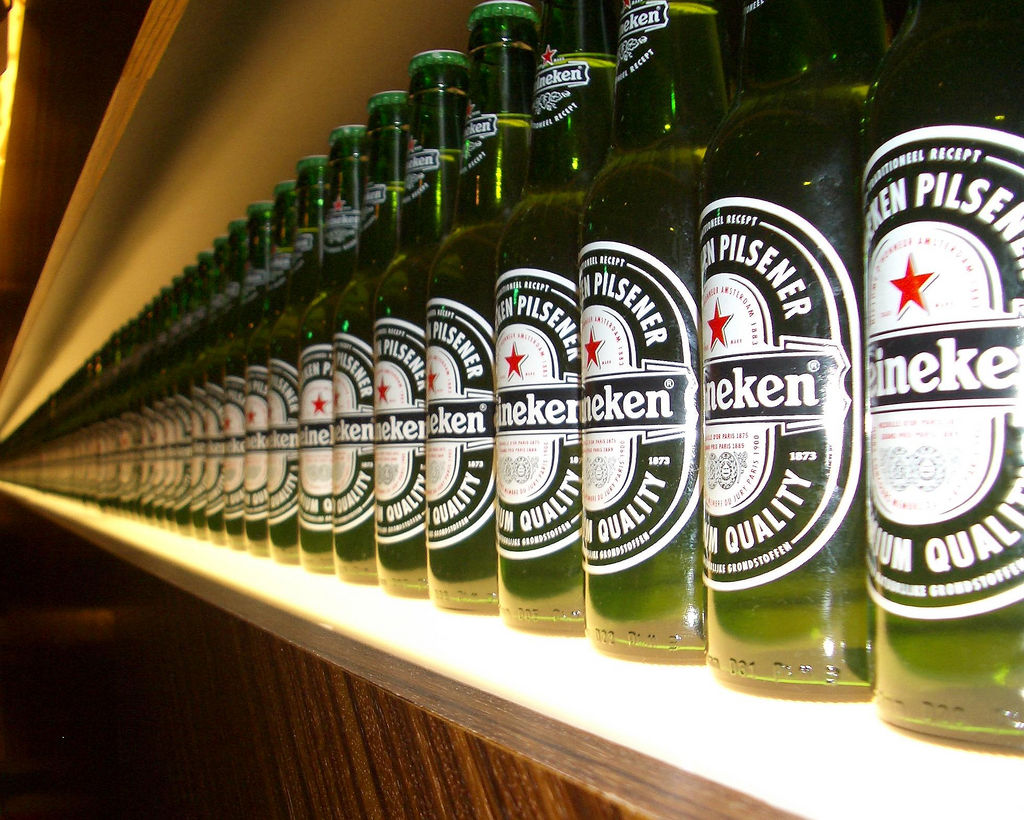
Garrafas Heineken no Heineken Experience

### Antecedentes
A instalação original, de 1867, foi a primeira cervejaria Heineken, servindo de sede da empresa até o ano de 1988 quando uma instalação mais moderna e maior foi construída nos arredores da cidade.

### Fundação
No ano de 1991, a cervejaria abriu suas portas ao público para visitas guiadas, conhecidas como "Centro de Recepção e Informação Heineken" (Apesar do Heineken "Experience" ter começado apenas em 1991, já existiam visitas à cervejaria enquanto ela ainda estava funcionando.) (Neerlandês: Heineken ontvangst- en informatiecentrum). A atração cresceu a ponto de se tornar uma das mais populares entre os turistas em Amsterdã, até que em 2001 o centro turístico mudou de nome para "Heineken Experience".

### Reformas e ampliação
Depois de um ano de remodelação e expansão, o Heineken Experience reabriu para visitantes no dia 3 de novembro de 2008. A última mudança do centro turístico compreende quatro andares de artefatos históricos, exploração de produtos e degustação, e exibições interativas que contam com as últimas inovações tecnologias.
O museu passou por um processo de renovação e ampliação a partir de 2021 até o final de novembro de 2022, que durou aproximadamente quatorze meses. Durante este período a fachada e a entrada foram renovadas e o Centro de Recepção foi ampliado.

## Novo Formato
Ao renovar a experiência do visitante, as excursões pela cervejaria foram pensadas para educar o público a respeito do processo de fermentação de cervejas tipo pilsen enquanto contam sobre os produtos e marca Heineken. Como descrito pelo especialista em marcas Bob Rogers da BRC Imagination Arts, uma empresa de design com sede em Burbank, California, contratada para redesenhar o centro turístico:  "Nós queríamos trazer de volta a conexão com o processo de feitura da cerveja, e a história da Heineken, para ajudar as pessoas a ver, tocar e sentir".

## Rota do Patrimônio Industrial Europeu (ERIH)
Enquanto a instalação original da cervejaria que abriga a Heineken Experience é um monumento histórico da companhia Heineken, ela serve também de "ponto âncora" para a Rota do Patrimônio Industrial Europeu (ERIH). A Rota do Património Industrial Europeu apresenta 845 locais em 29 países Europeus. Dentre eles, há 66 "pontos âncora" que compõe a rota principal. No geral, onze Rotas Regionais abriga a história industrial da paisagem européia em detalhes, e em todos os locais se relacionam com 10 Rotas Temáticas Européias que mostram a diversidade da história industrial Européia e suas raízes em comum.
- Este artigo foi inicialmente traduzido, total ou parcialmente, do artigo da Wikipédia em inglês cujo título é «Heineken Experience».